# 장석웅
장석웅(張錫雄, 1955년 3월 23일 ~ )는 대한민국의 정치인, 교사 출신 노동운동가로 제18대 전라남도교육감이다.

## 생애
1955년 3월 23일, 전라남도 나주시에서 태어났다.
광주고등학교를 졸업했다.
1979년 전남대학교 국사교육과를 졸업했고, ‘긴급조치 9호’ 위반으로 구속되었다.
1981년 율어중학교에서 첫 근무를 시작했다.
1989년 5월 25일 전라남도 담양군에 위치한 한재중학교 재직 중 전국교직원노조 결성과 관련하여 직위해제되었으며, 같은 해 9월 20일 해임되었다.
1994년 3월 1일 재임용된 후 전교조 전남지부장, 전교조 사무처장, 전교조 위원장 등으로 재직하였으며 민주주의민족통일 광주전남연합 사무처장, 전남장애인교육권연대 공동대표, 역사정의 실천연대 공동대표 등으로 활동했다.
2001년 12월 경 민주노동당에 당원으로 가입해 2008년 2월 5일까지 당원으로 가입되어 있었다. 2011년 7월 20일 서울중앙지방검찰청 공안2부에 정당에 후원금을 낼 수 없는 교사 신분으로 2002년 경부터 민주노동당에 정치자금을 후원한 혐의 등으로 소환 조사받았으며, 2012년 1월 30일 벌금 30만원과 면소 판결을 받았다.
2017년 8월 26일 평교사로 정년 퇴임하였다.
제7회 전국동시지방선거에서 전라남도교육감에 출마하여 상대 후보를 큰 차이로 꺾고 당선되었다.
제8회 전국동시지방선거에서 재선에 도전했지만, 같은 진보 성향이자 김대중 전 대통령과 동명이인인 김대중에게 밀리며 패배, 재선 도전에 실패했다.
2022년 6월 27일 주민직선 3기 전라남도교육감 이임식을 갖고 같은 해 6월 30일 임기 종료하였다.

### 경력
- 제12대 전국교직원노동조합 전남지부 지부장
- 전남장애인교육권연대 공동대표
- 제15대 전국교직원노동조합 위원장
- 5.18민족통일학교 이사
- 영암미암중학교 교사
- 2018.07 ~ 2022.06: 제18대 전라남도교육감
- 2020.07 ~ 2022.06: 제8대 전국시도교육감협의회 부회장
- 2022.09 ~ : 국가교육위원회 위원

## 범죄전력

### 불법 집회 주도
2003년 6월 19일 서울지방법원 형사13단독 오준근 판사는 업무방해, 집회및시위에관한법률위반, 교원의노동조합설립및운영등에관한법률위반 혐의로 장석웅에게 징역 10월에 집행유예 2년을 선고했다. 장석웅은 전국교직원노동조합 사무처장이던 2001년 10월 26일 밤, 이수호 전국교직원노동조합 위원장 등과 함께 집단연가를 내고 상경한 교사 7,000여명을 한강 둔치에 모아 ‘공교육 정상화’와 ‘사립학교법 개정’을 촉구하는 불법집회를 개최하고, 같은해 11월 14일부터 17일까지 서울시내 인도, 도로, 하천 둔치 등을 무단으로 점거한 채 시위 및 농성을 벌인 혐의(집회및시위에관한법률위반)로 2002년 10월 불구속 기소됐다. 이들은 교육당국의 만류에도 불구하고 집단 연가를 내고 집회에 참가해 학사 운영에 지장을 초래했으며(업무방해), 쟁의 행위를 금지한 교원의노동조합설립및운영등에관한법률도 위반하였다.
2003년 12월 23일 벌금 300만원으로 감형되었다.

### 임의적으로 정당 후원 및 공무원 신분으로 금전 지지
장석웅은 1981년 3월 28일 국가공무원인 국·공립학교 교원으로 임용된 후 1989년 9월 20일 해임되었다가 1994년 3월 1일 다시 국·공립학교 교원으로 임용된 후 2011년 ○○중학교 교원으로 재직 중이었다.
국가공무원인 국·공립학교 교원은 명목 여하를 불문하고 정치적 목적을 가지고 금전 또는 물질로 특정정당 또는 정치단체를 지지(정치적 행위)하여서는 아니 된다. 누구든지 정치자금법에 정하지 아니한 방법으로는 정치자금을 기부할 수 없는바, 2006년 3월 13일 이전 정당에 후원금을 기부하려는 자는 정당의 후원회에 후원금을 기부하여야 하고 정당에 직접 후원금을 기부하여서는 아니 되고, 정당 후원회가 폐지된 2006년 3월 13일부터는 정당 후원회를 통하는 형식을 포함하여 정당에 후원금을 기부할 수 없다.
그럼에도 장석웅은 2004년 6월 경 또는 그 이전에 민주노동당에 ‘CMS 이체방식을 통한 자동납부’를 신청한 후, 2006년 7월 26일 금융결제원을 매개로 한 CMS 이체방식을 통하여 자신의 국민은행 계좌에서 민주노동당 계좌로 1만 원을 후원금 명목으로 이체한 것을 비롯하여 그때부터 2008년 9월 25일까지 같은 방법으로 총 27회에 걸쳐 합계 27만 원을 후원금 명목으로 이체하여 정치자금을 기부하였다(정치자금법 제45조 제1항 위반, 정치자금 기부).
장석웅은 이와 동시에 위와 같은 방법으로 2008년 7월 25일부터 2008년 9월 25일까지 합계 3만 원을 민주노동당에 정치자금으로 제공하여 정치적 목적으로 가지고 금전으로 민주노동당을 지지하였다(국가공무원법 제65조 제4항 위반, 정치적 목적 금전 지지).
2012년 1월 30일 서울중앙지방법원은 정치자금법위반, 국가공무원법위반 죄로 장석웅에게 벌금 30만원 형을 선고하고, 벌금을 납부하지 않는 경우 5만원을 1일로 환산한 기간 동안 노역장에 유치하도록 주문했다.

### 공무원 신분으로 정당 가입
장석웅은 1981년 3월 28일 국가공무원인 국·공립학교 교원으로 임용된 후 1989년 9월 20일 해임되었다가 1994년 3월 1일 다시 국·공립학교 교원으로 임용되어 2011년 ○○중학교 교원으로 재직 중이었다.
국가공무원인 국·공립학교 교원은 정당의 당원이 될 수 없고 정당이나 그 밖의 정치단체에 가입할 수 없다.
그럼에도 장석웅은 2004년 6월 경 또는 그 이전에 민주노동당에 ‘당원 가입 및 CMS 이체방식을 통한 당비 자동납부’를 신청하여 당원명부에 등재된 후, 2008년 9월 25일까지 당원으로 가입되어 있었다.
2012년 1월 30일 서울중앙지방법원은 장석웅의 정당법위반 및 정당 가입으로 인한 국가공무원법위반 죄에 대해 공소시효가 완성되었다며 면소를 선고했다.

## 역대 선거 결과
|  | 38.36% |

|  | 37.05% |